# Lijst van gemeentelijke monumenten in Schouwen-Duiveland
De gemeente Schouwen-Duiveland heeft 386 gemeentelijke monumenten. Hieronder een overzicht. 

## Brouwershaven
De plaats Brouwershaven kent 2 gemeentelijke monumenten:
| Object               | Bouwjaar | Architect | Locatie      | Coördinaten                   | Nr.    | Afbeelding        |
| -------------------- | -------- | --------- | ------------ | ----------------------------- | ------ | ----------------- |
|                      |          |           | Kerkpad 6    | 51° 43' 32" NB, 3° 54' 38" OL | 1676/2 |                   |
| Boerderij Schuitkaai |          |           | Schuitkade 4 | 51° 43' 30" NB, 3° 54' 36" OL | 1676/3 | Meer afbeeldingen |

## Bruinisse
De plaats Bruinisse kent 1 gemeentelijk monument:
| Object    | Bouwjaar   | Architect | Locatie      | Coördinaten                  | Nr.    | Afbeelding  |
| --------- | ---------- | --------- | ------------ | ---------------------------- | ------ | ----------- |
| Boerderij | circa 1915 |           | Vriesesweg 2 | 51° 38' 14" NB, 4° 3' 40" OL | 1676/1 | Upload foto |

## Noordgouwe
De plaats Noordgouwe kent 1 gemeentelijk monument:
| Object                     | Bouwjaar  | Architect | Locatie     | Coördinaten                  | Nr.    | Afbeelding  |
| -------------------------- | --------- | --------- | ----------- | ---------------------------- | ------ | ----------- |
| Boerderij Huize de Pottere | 18e-eeuws |           | Heereweg 18 | 51° 41' 42" NB, 3° 56' 6" OL | 1676/4 | Upload foto |

## Ouwerkerk
De plaats Ouwerkerk kent 2 gemeentelijke monumenten:
| Object                                 | Bouwjaar   | Architect | Locatie | Coördinaten                  | Nr.      | Afbeelding  |
| -------------------------------------- | ---------- | --------- | ------- | ---------------------------- | -------- | ----------- |
| Woonhuis in overgangsstijl             | circa 1910 |           | Ring 20 | 51° 41' 23" NB, 3° 59' 1" OL | 1676/383 | Upload foto |
| Woning en winkel in traditionele stijl | XIX B      |           | Ring 21 | 51° 37' 34" NB, 3° 59' 3" OL | 1676/384 | Upload foto |

## Scharendijke
De plaats Scharendijke kent 1 gemeentelijk monument:
| Object         | Bouwjaar            | Architect | Locatie | Coördinaten                   | Nr.      | Afbeelding  |
| -------------- | ------------------- | --------- | ------- | ----------------------------- | -------- | ----------- |
| Soldatenschuur | Napoleontische tijd |           | Inlaag  | 51° 44' 19" NB, 3° 49' 59" OL | 1676/378 | Upload foto |

## Zierikzee
De plaats Zierikzee kent 379 gemeentelijke monumenten, zie de lijst van gemeentelijke monumenten in Zierikzee.
Borsele  ·
Goes  ·
Kapelle  ·
Middelburg  ·
Schouwen-Duiveland  ·
Terneuzen  ·
Vlissingen